# Jonathan Worth (fotograf)

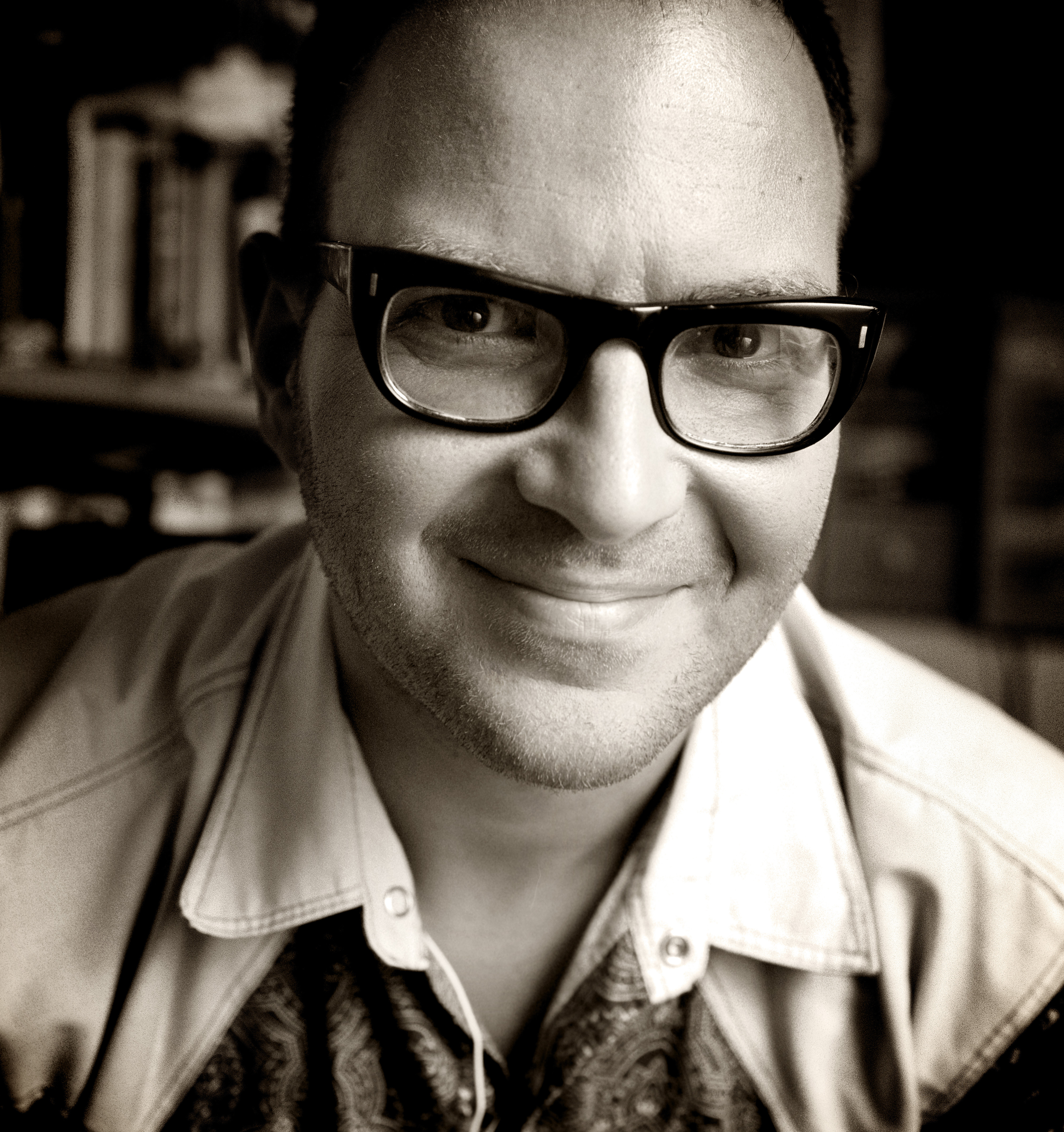
Jonathan Worth: Cory Doctorow

Jonathan Worth je britský portrétní fotograf pracující pro takové klienty jako jsou například New York Times New Scientist Magazine, Universal Music, Vogue a mnoho dalších. Jeho seznam fotografovaných zahrnuje hudebníky, sportovní hvězdy, hollywoodští herci, jako například Jude Law Colin Firth a Casey Affleck. V roce 2009 se podílel na dvou volných a veřejných vysokoškolských fotografických třídách se zaměřením na portrét a reportáž.
V roce 2010 se stal členem Královské společnosti pro podporu umění (Royal Society for the encouragement of Arts), Manufactures and Commerce (RSA), za "inovace a významnou roli v rozvoji nových obchodních modelů pro fotografy pomocí sociální sítí".

## Dílo
Po odchodu z vysoké školy spolupracoval řadu let jak v Británii, tak i v New Yorku, s předním portrétním fotografem Stevem Pykem. V roce 2000 byl vybrán jako jeden z umělců magazínem Photo District News v anketě '30 under 30', seznamu nejlepších fotografů na světě.

## Otevřené studium
V roce 2009 se podílel na dvou volných a veřejných vysokoškolských fotografických třídách se zaměřením na portrét (picbod – Picturing the Body) a reportáž (phonar – Photography and Narrative). Toto studium se chlubí velkým množstvím posluchačů a velkými jmény jako jsou například Elinor Carucci, Pete Brook a profesor David Campbell. V roce 2010 byl na světě první volná "aplikace class", která byla spustitelná na iPhone jako #picbod

## Výstavy a sbírky
- “Portraits” Thompson’s Gallery London (2008)
- “Darbar – South Asia Musicians” Leicester (2007)
- “Kybosh” Picture House Gallery, Leicester (2006)
- “Editorial work 1998–2004” Picture House Gallery, Leicester (2005)
- “Dancers Part 1” Saltburn Lancashire (2005)
- “Footballers“ The Royal Exchange, London (2002)
- “Footballers“ Paul Smith, Tokyo, Japan (2002)
- “Thirty Under Thirty” PDN – USA traveling group exhibition (2000)
- “John Kobal Portrait award” National Portrait Gallery London (2000)
- “Beyond Price” iD – European traveling group exhibition (1999)
- “Boys aged 11 to 16” Paul Smith, London (1998)
- “Family” iD – European traveling group exhibition (1998)

Worthovy snímky sebrala galerie National Portrait Gallery a staly se také součástí stálých sbírek soukromých sběratelů.